# ФК Ајнтрахт Франкфурт
ФК Ајнтрахт Франкфурт је спортско удружење из Франкфурта на Мајни у Немачкој. Поред фудбала, у удружењу се негује и кошарка, рагби, хокеј на трави и одбојка.
Боје фудбалског клуба су црна, црвена и бела. Тренутно се такмичи у Бундеслиги Немачке.

## Историја
У периоду од 1899. до 1927. године у Франкфурту је настало неколико клубова, који су спајани и раздвајани. За првог међу њима сматра се ФФЦ Викторија 1899, основана 8. марта те године. У коначном облику фудбалски клуб Ајнтрахт Франкфурт је био формиран тек 1967. године.
Далеко најјачи у Хесену, Ајнтрахт никада није имао превише успеха на националном нивоу, не остваривши никакав значајнији успех пре Другог светског рата. У послератној Немачкој „Орлови“ су освојили два шампионата јужне зоне - 1953. и 1959. године. После другог од њих одиграли су добро и у плеј оф групи, па су за титулу играли са локалним ривалом Кикерсом из Офенбаха. Узбудљиви финални окршај 28. јуна у Берлину завршен је победом Ајнтрахта после продужетка од 5:3 и једином титулом у историји клуба.
У историји европског фудбала, Ајнтрахт се уписао следеће године, као учесник најатрактивнијег финала у историји Купа шампиона. Алфредо ди Стефано и Ференц Пушкаш дали су немачком прваку све голове у победи 7:3 на Хемден Парку.
Када је 1963. основана Бундеслига, Ајнтрахт је био један од 16 њених чланова и то ће остати непрекидно у прва 33 шампионата. За то време клуб је освојио низ трофеја у Купу Немачке - 1974, 1975, 1981, 1988, и 2018. године. Највећи успех је остварен 1980. године, када је Ајнтрахт освојио Куп УЕФА. Те сезоне у полуфиналу су играле четири немачке екипе, а Ајнтрахт је победио Бајерн и Борусију из Менхенгладбаха.
Најближе новој титули Ајнтрахт је био 1992. године, када је за Штутгартом заостао два бода на крају сезоне, али никада у Бундеслиги није завршио на прве две позиције. Од тада је Ајнтрахт константни путник из прве у другу лигу и назад.
Фудбалски клуб је постао акционарско друштво 1. јула 2000. године. Воде га три члана пословодног одбора, на челу са председником Херибертом Брухагеном (Heribert Bruchhagen), бившим играчем ФК Гитерсло (1969—1982). Пословодни одбор надзире осмочлани надзорни одбор на челу са Хербертом Бекером (Herbert Becker), представником главног Ајнтрахтовог спонзора Фрапорта (аеродром Франкфурт).

## Успеси

### Национални
- Немачко првенство (пре настанка Бундеслиге)
  - Првак (1) : 1959.
  - Другопласирани (1) : 1932.
- Куп Немачке
  - Освајач (5) : 1973/74, 1974/75, 1980/81, 1987/88, 2017/18.
  - Финалиста (4) : 1963/64, 2005/06, 2016/17, 2022/23.
- Суперкуп Немачке
  - Финалиста (2) : 1988, 2018
- Друга Бундеслига
  - Првак (1) : 1997/98.
- Фуџи куп Немачке (претеча лига купа)
  - Освајач (1) : 1992.
  - Финалиста (1) : 1994.

### Међународни
- УЕФА куп/Лига Европе
  - Освајач (2) : 1979/80, 2021/22.
- Куп европских шампиона
  - Финалиста (1) : 1959/60.
- УЕФА суперкуп
  - Финалиста (1) : 2022.
- Интертото куп
  - Освајач (1) : 1966/67.
- Куп Алпа
  - Освајач (1) : 1967.
- Анталија куп
  - Освајач (1) : 2011.

## Тим у сезони 2024/2025
Од 14. август 2025.
| Бр. |                           | Позиција | Играч                |
| --- | ------------------------- | -------- | -------------------- |
| 1   | Њемачка                   | Г        | Кевин Трап (капитен) |
| 2   | Њемачка                   | О        | Елијас Баум          |
| 3   | Белгија                   | О        | Артур теат           |
| 4   | Њемачка                   | О        | Робин Кох            |
| 5   | Швајцарска                | О        | Аурел Аменда         |
| 6   | Данска                    | С        | Оскар Хојлунд        |
| 7   | Њемачка                   | С        | Ансгар Кнауф         |
| 8   | Алжир                     | С        | Фарес Чаиби          |
| 9   | Њемачка                   | Н        | Јонатхан Буркардт    |
| 11  | Француска                 | Н        | Иго Екитике          |
| 13  | Данска                    | О        | Расмус Кристенсен    |
| 15  | Тунис                     | С        | Елијес Шкири         |
| 16  | Шведска                   | С        | Хуго Ларсон          |
| 17  | Француска                 | Н        | Елие Вахи            |
| 18  | Њемачка                   | С        | Махмуд Дахуд         |
| 19  | Француска                 | С        | Жан Матео Бахоја     |
| 20  | Јапан                     | С        | Ритсу Доан           |
| 21  | Њемачка                   | О        | Натанијел Браун      |
| 22  | Сједињене Америчке Државе | О        | Тимоти Чендлер       |
| 26  | Француска                 | С        | Ерик Дина-Ебимбе     |

| Бр. |                           | Позиција | Играч                 |
| --- | ------------------------- | -------- | --------------------- |
| 27  | Њемачка                   | С        | Марио Геце            |
| 29  | Француска                 | О        | Нилс Енкунку          |
| 30  | Белгија                   | Н        | Миши Батшуаии         |
| 31  | Сједињене Америчке Државе | С        | Пакстон Аронсон       |
| 33  | Њемачка                   | Г        | Јенс Грал             |
| 34  | Њемачка                   | О        | Намди Колинс          |
| 37  | Њемачка                   | С        | Јеремиаха Малузе      |
| 38  | Њемачка                   | С        | Ебу Бекир Иш          |
| 39  | Њемачка                   | Г        | Амил Сиљевић          |
| 40  | Бразил                    | Г        | Кауа Сантос           |
| 41  | Мали                      | О        | Фоуссени Доумбиа      |
| 42  | Турска                    | С        | Чан Узун              |
| 44  | Еквадор                   | О        | Дејвис Баутиста       |
| 45  | Сједињене Америчке Државе | С        | Марвин Диллс          |
| 47  | Мађарска                  | С        | Ноа Фењо              |
| 48  | Шпанија                   | Н        | Жуниор Авузи          |
| 49  | Шпанија                   | О        | Дерек Боакие Осеи     |
| 50  | Њемачка                   | Н        | Алессандро Гаул Соуза |
|     | Португалија               | О        | Аурелио Бута          |
|     | Хрватска                  | О        | Хрвоје Смолчић        |
|     | Њемачка                   | Н        | Јессик Нганкам        |

### Играчи на позајмици
| Бр. |          | Позиција | Играч                                           |
| --- | -------- | -------- | ----------------------------------------------- |
|     | Мађарска | С        | Кристијан Листеш (Ференцварош до 30. јуна 2026) |

| Бр. |          | Позиција | Играч                                          |
| --- | -------- | -------- | ---------------------------------------------- |
|     | Албанија | Г        | Симон Симони (Кајзерслаутерн до 30. јуна 2026) |